# Joseph D. Richards
Joseph Davidson Richards (* 26. Dezember 1843 in Freetown; † 3. November 1917 in Bathurst) war Geschäftsmann und Politiker in der westafrikanischen britischen Kolonie Gambia.

## Leben
Richards, 1843 in Freetown (heute Sierra Leone) als Sohn befreite Afrikaner geboren. Er gehörte der Gemeinschaft der Aku und der Methodistischen Glaubensgemeinschaft an. Er zog aber als Kind mit seiner Mutter, einer wohlhabenden Kolanuss-Händlerin aus Abeokuta im Westen Nigerias nach Bathurst (heute Banjul, Gambia), sein Vater war Schneider. Nachdem er die Wesleyan Day School in Bathurst bis 1862 besucht hatte, wurde er wurde er in den Handel auf dem Fluss einbezogen, zunächst als Erdnusshändler in Jarra, später dann in Niumi, für William Goddard, den Vertreter von Forster und Smith. In den 1870er Jahren, hatte er sich selbstständig gemacht und war später im Handel mit Kolanüssen-handel mit Freetown.
Als erfolgreicher Geschäftsmann half er, den afrikanischen Widerstand gegen die geplante Abtretung von Gambia an Frankreich, sowohl 1870 als auch 1875–76, als er als Sekretär der Gambia Native Association (GNAssocn) fungierte. Im November 1882 empfahl der Administrator Valesius Skipton Gouldsbury Richards die Ernennung zum ersten afrikanischen Mitglied des Legislativrats zu ernennen; Richards nahm sein Mandat im Mai 1883 an. Seine Ernennung stieß in Bathurst auf ein gemischtes Echo: Die GNAssocn begrüßte die Ernennung, während der Herausgeber des Bathurst Observer, W. C. Wallace, sie scharf kritisierte. Richards erwies sich bald als gewillt, im Rat seine Meinung zu sagen, und tat sich oft mit dem anderen inoffiziellen Mitglied des Rates, James Topp, zusammen, um die Regierungspolitik zu attackieren. Mitte der 1880er Jahre koordinierte er auch den Widerstand der britischer und afrikanischer in Bathurst und Liverpool gegen die geplante Streichung der Subventionen für die Postgesellschaft.
Richards wurde Friedensrichter und 1884 Gesundheitskommissar und eines der ersten Mitglieder des 1887 gegründeten Board of Health.
Im Dezember 1888 setzte Verwalter Gilbert Thomas Carter, der Richards’ Verhalten und seine engen Beziehungen zu Jeremiah D. Jones, seinem Nachfolger als GNAssocn-Chef, missbilligte, den Legislativrat neu zusammen, und Richards wurde abgesetzt. Er gehörte dem Rat nie wieder an, obwohl er bei den indirekten „Wahlen“ von 1895 und 1900 mehr Stimmen erhielt als sein Hauptkonkurrent S. J. Forster Jr., der beide Male in den Rat berufen wurde. Dennoch wurden seine Forderungen sowohl von Administrator Robert Baxter Llewelyn als auch von seinem Nachfolger, dem amtierenden Administrator H. M. Brandford Griffith, ignoriert. Richards zog sich 1900 aus dem Geschäftsleben zurück, blieb aber bis zu seinem Tod in Bathurst ein führendes Mitglied der Aku-Gemeinschaft in Bathurst und schrieb mehrmals an die Liverpool Mail, um seinen Widerstand gegen eine Abtretung Gambias an Frankreich zum Ausdruck zu bringen. Nach seinem Tod 1917 wurde das große Familienvermögen in einem langwierigen Rechtsstreit zwischen seinen Söhnen zerstreut.